# Christian Boltanski
Christian Boltanski, född 6 september 1944 i Paris, död 14 juli 2021 i Paris, var en fransk konstnär som framförallt arbetade med fotokonst, filmskapande, skulptur och målning.

## Biografi
Christian Boltanskis far Étienne, var läkare  av judisk börd som hade kommit till Frankrike från Ryssland, medan Marie-Elise, hans romersk-katolska mor kom från Korsika, med rötter från ukraniska judar.  Under andra världskriget undkom hans far deportation genom att gömma sig i ett utrymme under golvbrädorna i familjens lägenhet i ett och ett halvt år.  Christian växte upp med denna kunskap, och  krigstiden påverkade honom djupt, och han hoppade av skolan vid 12 års ålder. Dessa erfarenheter kom också att påverka hans konstnärskap. 
Han bodde och arbetade i Malakoff och var gift med konstnären Annette Messager, de fick inga barn. 
Han var bror till sociologen Luc Boltanski och farbror till författaren Christophe Boltanski. Christian Boltanski dog på Hôpital Cochin i Paris, av en vid tidpunkten ospecificerad sjukdom.

## Galleri

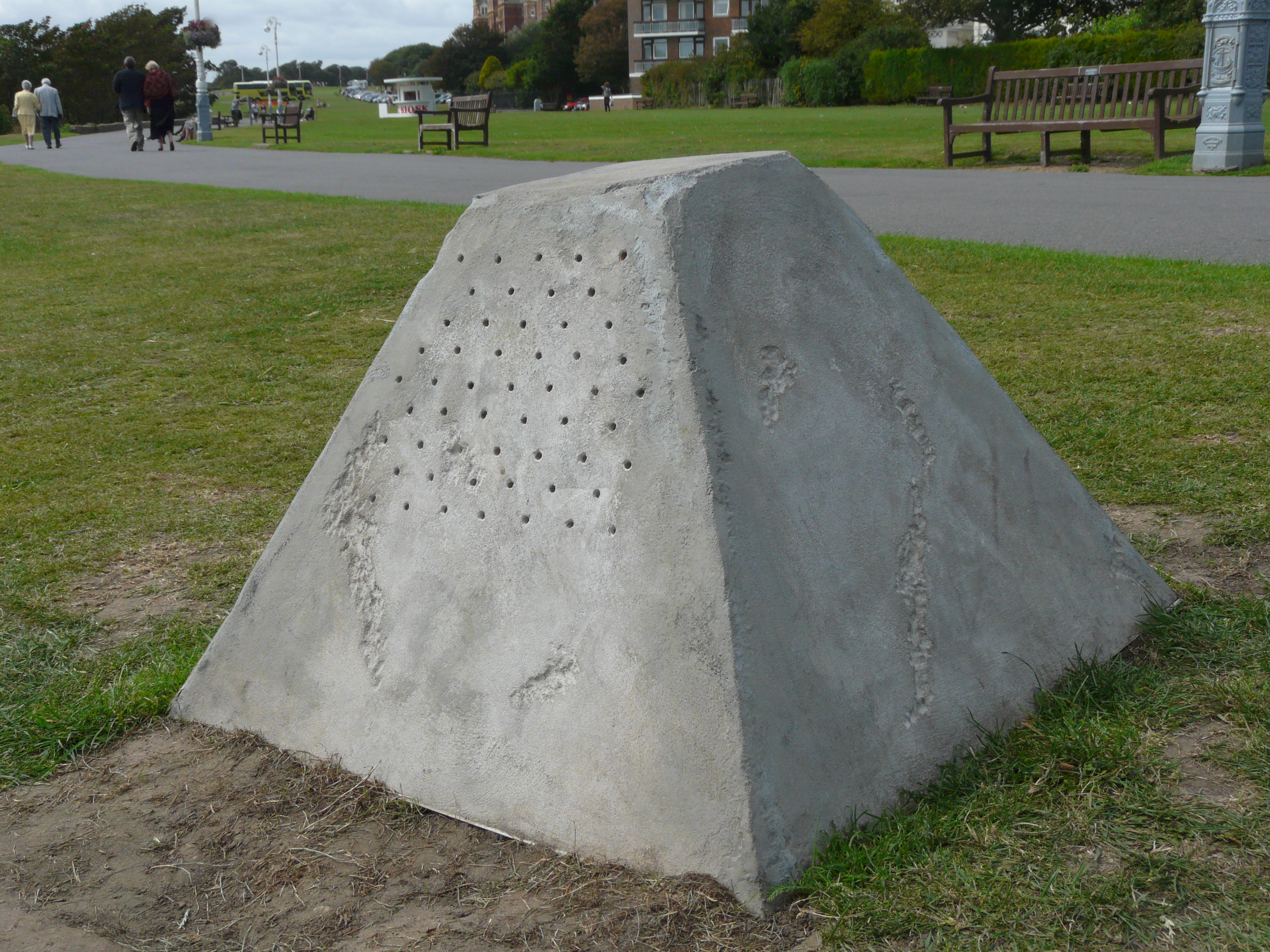
The Whispers  vid The Folkestone Triennal 2008.
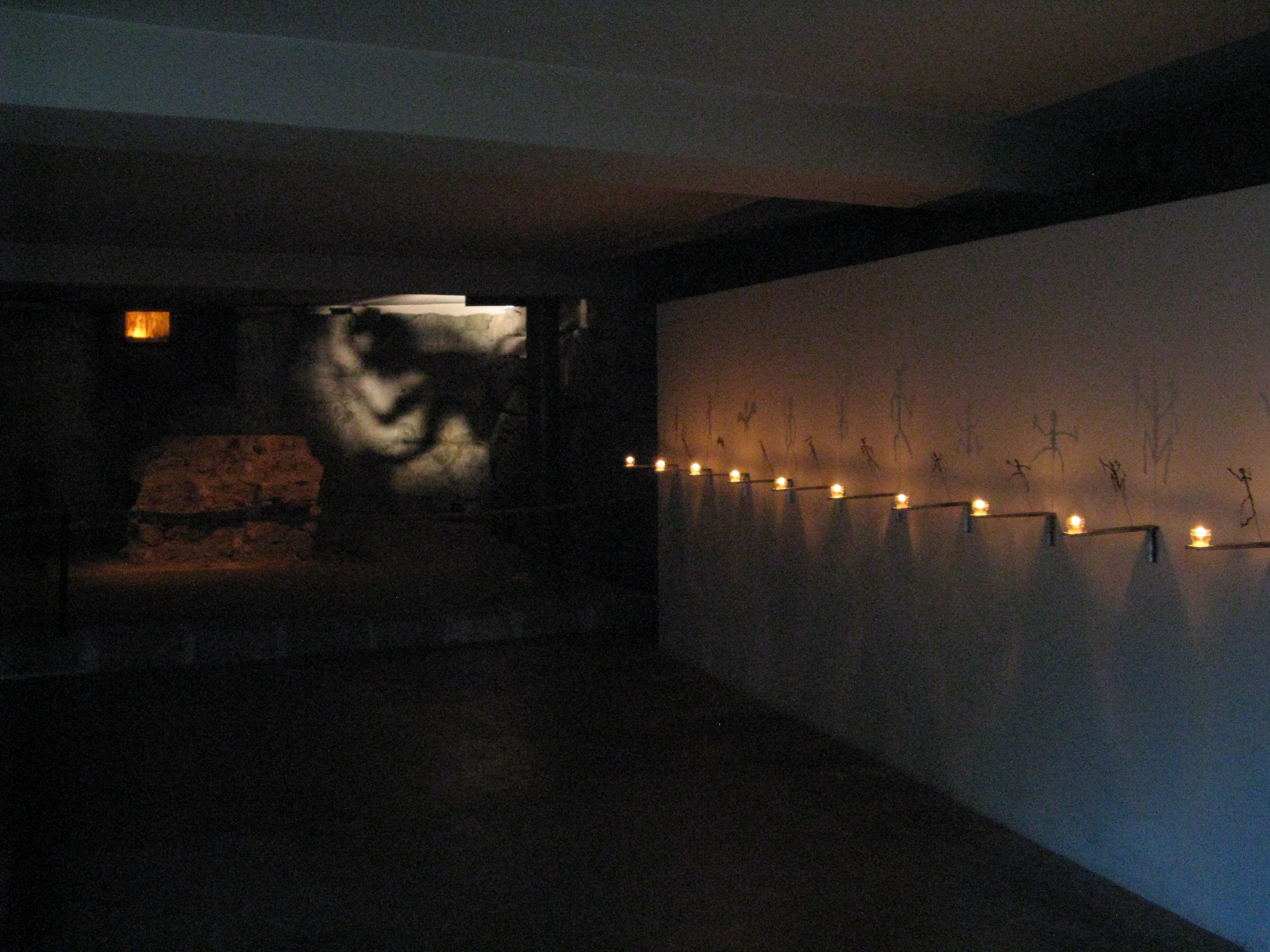
Vanitas Salzburger Dom 2008.
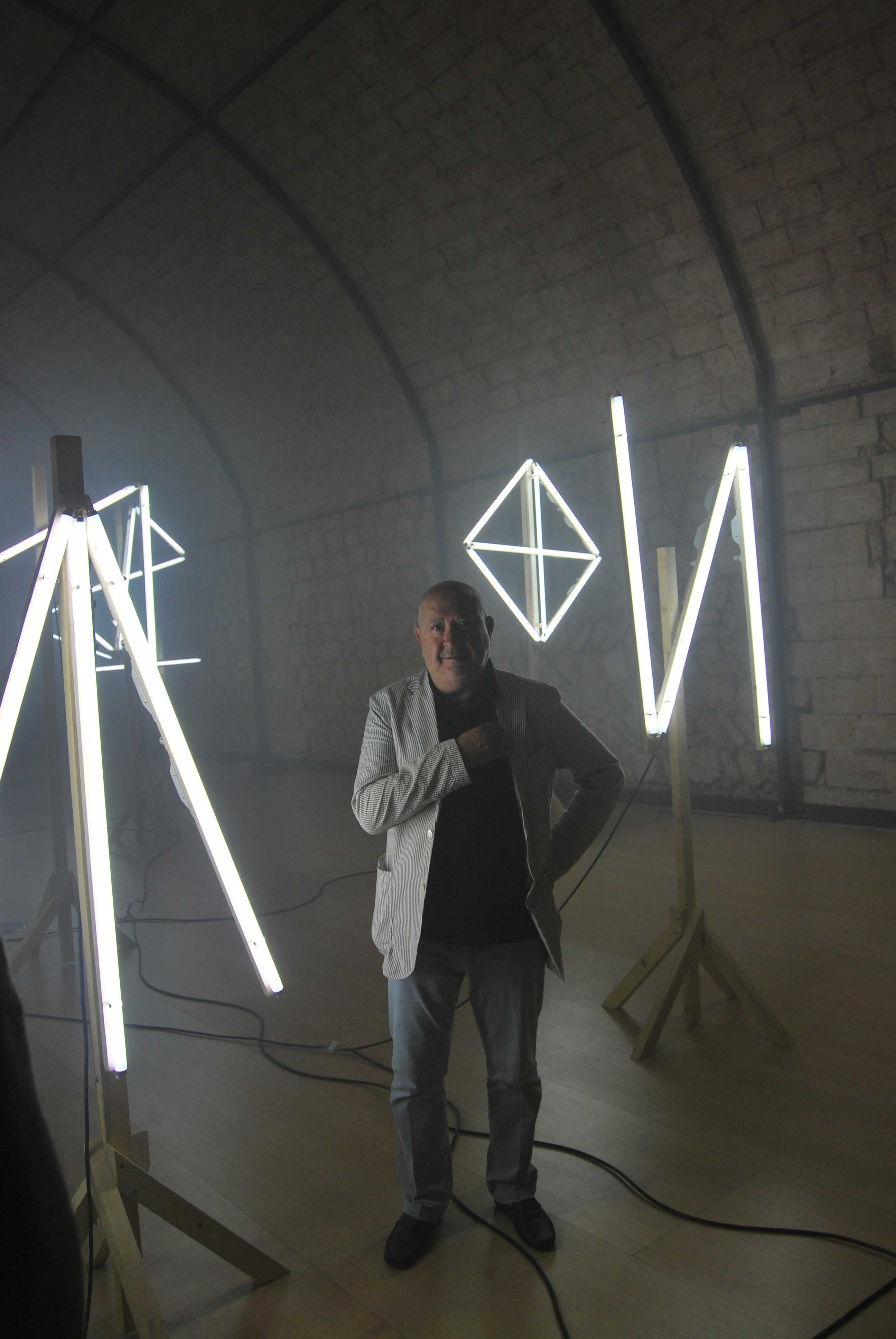
Signatures 2011.
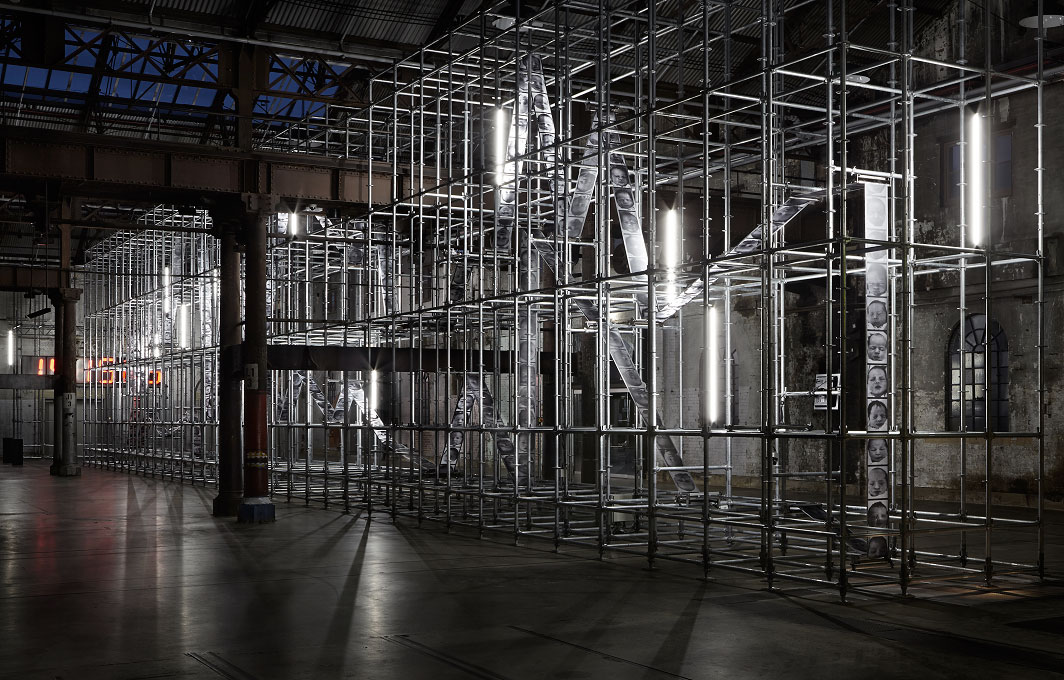
Chance 2014.
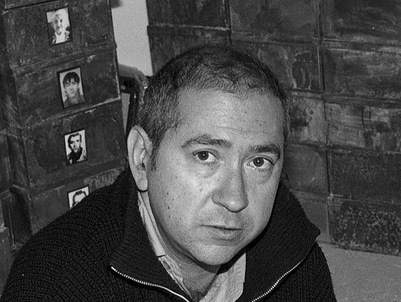
Christian Boltanski 1990.
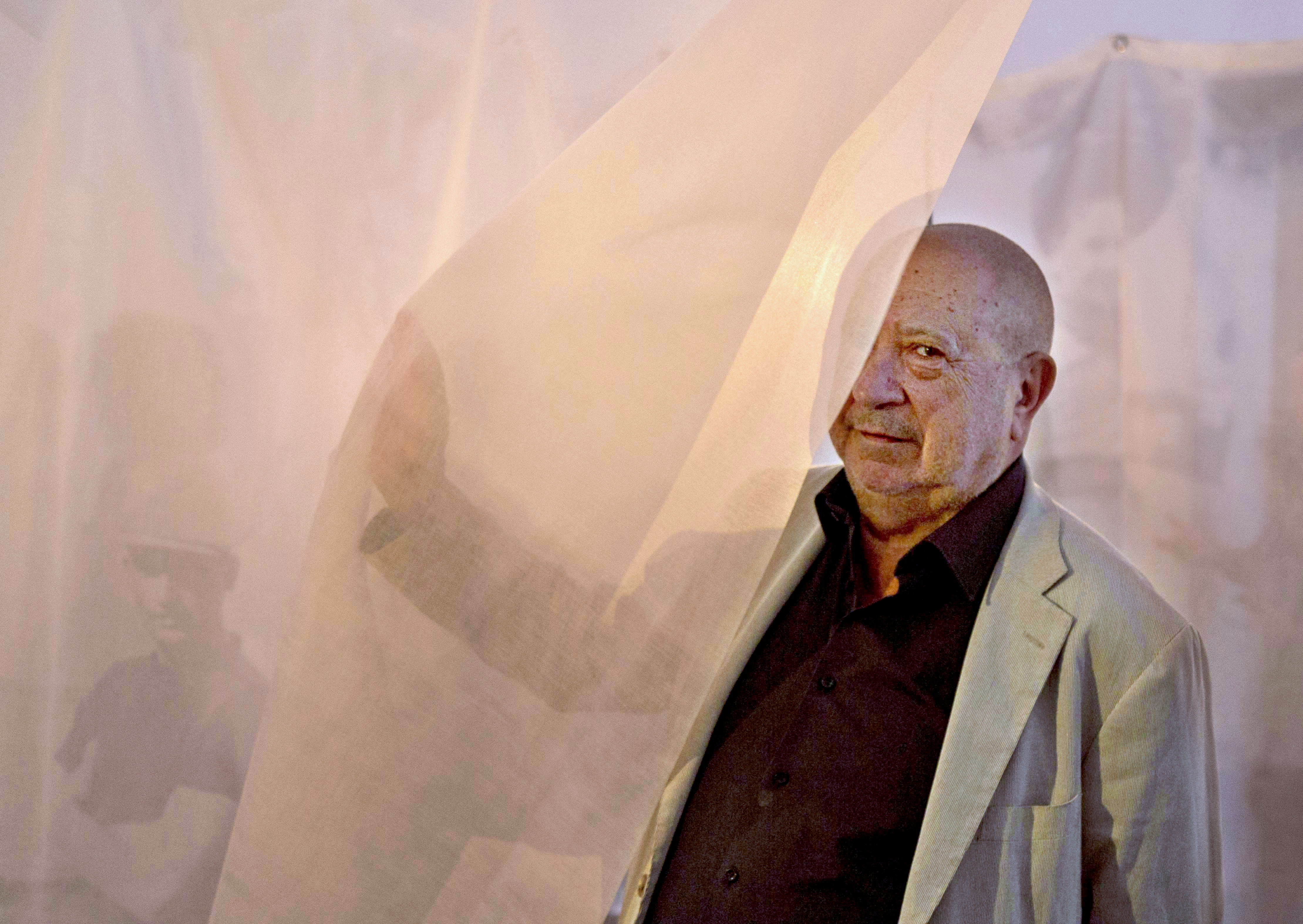
Christian Boltanski 2015.